# Хлорпротиксен
Хлорпротиксен — типовий антипсихотичний засіб групи тіоксантену. В Україні продається під торговою назвою «Труксал».

## Медичне використання
Основними показаннями для призначення хлорпротиксену є психотичні розлади (наприклад, шизофренія) та гострі маніакальні епізоди, що виникають як частина біполярних розладів.
Серед інших показань — перед- та післяопераційні стани з тривогою та безсонням, сильною нудотою/блюванням (у госпіталізованих пацієнтів), полегшення тривоги та збудження внаслідок застосування селективних інгібіторів зворотного захоплення серотоніну для лікування депресії. Може використовуватися не за призначенням для полегшення абстинентного синдрому при відмові від алкоголю та опіоїдів. З обережністю може використовуватися в педіатрії для лікування непсихотичної дратівливості, агресії та безсоння.
Внутрішній антидепресивний ефект хлорпротиксену обговорювався, але не був доведений. Так само неясно, чи справді хлорпротиксен має (внутрішню) знеболювальну дію. Однак хлорпротиксен можна використовувати як супутнє лікування при сильному хронічному болю. Також, як і більшість нейролептиків, хлорпротіксен має протиблювотну дію.
Терапевтична концентрація хлорпротиксену в крові варіює від 0,02 до 0,3 мг/л, концентрація 0,4 мг/л та вище є токсичною. Дози починаючи від 0,8 мг/л та вище зазвичай є летальними.

## Побічні ефекти
Хлорпротиксен має сильну седативну дію з високою частотою антихолінергічних побічних ефектів. Побічні ефекти, що виникають (сухість у роті, масивна артеріальна гіпотензія та тахікардія, гіпергідроз, значне збільшення ваги тощо), як правило, не дозволяють застосовувати повну ефективну дозу для ремісії психотичних розладів. Тому потрібне одночасне лікування іншим, більш потужним антипсихотичним засобом.
Хлорпротиксен структурно споріднений до хлорпромазину, з яким він має однакові побічні ефекти. Алергічні реакції та пошкодження печінки, судячи з усього, трапляються з помітно меншою частотою. Люди похилого віку особливо чутливі до антихолінергічних побічних ефектів хлорпротиксену (осадження вузькокутової глаукоми, виражені закрепи, труднощі при сечовипусканні, сплутаність свідомості та делірійні стани). У пацієнтів >60 років дози повинні бути особливо низькими.
Ранні та пізні екстрапірамідні побічні ефекти можуть виникати, але вони відзначаються з низькою частотою (одне дослідження з великою кількістю учасників показало загальну кількість лише 1 %).

## Передозування
Симптомами передозування можуть бути сплутаність свідомості, гіпотензія і тахікардія. Було зареєстровано кілька летальних випадків з концентраціями в посмертній крові в діапазоні від 0,1 до 7,0 мг/л порівняно з нетоксичними рівнями в посмертній крові, які можуть поширюватися до 0,4 мг/кг.

## Взаємодії
Хлорпротиксен може підвищувати рівень літію в плазмі крові. Щоб уникнути інтоксикації літієм, рівень літію в плазмі крові слід ретельно контролювати.
Якщо хлорпротиксен застосовують одночасно з опіоїдами, дозу опіоїдів слід зменшити (приблизно на 50 %), оскільки хлорпротиксен значно підсилює терапевтичну дію та побічні ефекти опіоїдів.
Слід уникати одночасного застосування хлорпротиксену та трамадолу (Ультрам). При цій комбінації можуть виникнути судоми.
Якщо хлорпротиксен вживається разом з бензодіазепінами або барбітуратами, варто врахувати можливість виникнення надмірного седативного ефекту та сплутаної свідомості. У такому випадку повинні застосовуватися особливо низькі дози цих препаратів.
Також слід бути особливо обережними при поєднанні хлорпротиксену з іншими антихолінергічними препаратами (трициклічними антидепресантами та протипаркінсонічними засобами). Зокрема, у людей похилого віку може розвинутися делірій, висока температура, сильні закрепи, кишкова непрохідність і глаукома.

## Фармакологія

### Фармакодинаміка
Хлорпротексин є антипсихотиком низької сили (від половини до 2/3 сили дії хлорпромазину). Цей препарат блокує постсинаптичні мезолімбічні допамінергійні рецептори DRD1 i DRD2, пригнічує виділення гормонів гіпоталамуса та гіпофіза. Імовірніше за все, він також пригнічує ретикулярну активаційну систему, таким чином впливаючи на рівень основного метаболізму, температуру тіла, стан неспання, тонус судин та блювання.
| Сайт зв'язування | Ki (нM)   | Вид    | Джерело             |
| --- | --------- | ------ | ------------------- |
| SERT (SLC6A4) | 110       | ND     | [ 5 ]               |
| NET (SLC6A2) | 21–532    | Людина | [ 5 ] [ 6 ]         |
| DAT (SLC6A3) | 1,699     | ND     | [ 5 ]               |
| HTR1A | 138–230   | Людина | [ 7 ] [ 5 ]         |
| HTR2A | 0.30–0.43 | Людина | [ 7 ] [ 5 ]         |
| HTR2B | ND        | ND     | ND                  |
| HTR2C | 4.5       | ND     | [ 5 ]               |
| HTR3 | 398       | ND     | [ 5 ]               |
| HTR6 | 3.0–3.2   | Щур    | [ 5 ] [ 8 ] [ 9 ]   |
| HTR7 | 5.0–5.6   | Щур    | [ 5 ] [ 8 ] [ 9 ]   |
| α1 | 1.0       | ND     | [ 5 ]               |
| α2 | 186       | ND     | [ 5 ]               |
| β | >10,000   | Ссавці | [ 10 ]              |
| DRD1 | 12–18     | Людина | [ 11 ] [ 5 ]        |
| DRD2 | 3.0–5.6   | Людина | [ 11 ] [ 12 ] [ 5 ] |
| DRD3 | 1.9–4.6   | Людина | [ 5 ] [ 11 ]        |
| DRD4 | 0.65      | Людина | [ 12 ] [ 5 ]        |
| DRD5 | 9.0       | Людина | [ 11 ]              |
| HRH1 | 0.89–3.8  | Людина | [ 5 ] [ 11 ]        |
| HRH3 | >1,000    | Людина | [ 11 ]              |
| Мускариновий АХ-рецептор | 41        | ND     | [ 5 ]               |
| M1 | 11–26     | Людина | [ 13 ] [ 5 ]        |
| M2 | 28–79     | Людина | [ 13 ] [ 5 ]        |
| M3 | 22        | Людина | [ 13 ] [ 5 ]        |
| M4 | 18        | Людина | [ 13 ]              |
| M5 | 25        | Людина | [ 13 ]              |
| σ | 603       | ND     | [ 5 ]               |
| Кі — константа інгібування рецептора. Що менше величина, то менше речовини потрібно, щоб інгібувати досліджуваний рецептор. |           |        |                     |

Хлорпротиксен є антагоністом наступних рецепторів:
- HTR2, HTR6, HTR7: антипсихотична дія, седація/анксіоліз, антидепресивна дія, збільшення ваги
- DRD1, DRD2, DRD3, DRD4, DRD5: антипсихотичні ефекти, седація, екстрапірамідні побічні ефекти, підвищення рівня пролактину, депресія, апатія/ангедонія, збільшення маси тіла
- HRH1: седація, збільшення маси тіла
- Мускаринові ацетилхолінові рецептори: антихолінергічні ефекти, пригнічення екстрапірамідних побічних ефектів
- α1-адренергічні рецептори: гіпотензія, седація, анксіоліз

Через потужний антагонізм до рецептора серотоніну HTR2A і мускаринових ацетилхолінових рецепторів хлорпротіксен викликає відносно легкі симптоми екстрапірамідних розладів. Це відрізняється від більшості інших типових нейролептиків. З цієї причини хлорпротиксен іноді описують як атиповий антипсихотичний засіб.
Було також встановлено, що хлорпротиксен діє як FIASMA (функціональний інгібітор кислої сфінгомієлінази).

### Фармакокінетика

Будова N-десметилхлорпротиксену

Хлорпротиксен в організмі може метаболізуватися такими способами, як N-деметилювання, N-окиснення, сульфоокиснення, гідроксилювання кільця. Одним із найпоширеніших метаболітів хлорпротиксену є N-десметилхлорпротиксен. Період напіввиведення хлорпротиксену складає 8-12 годин, але цей термін може значно збільшуватися у пацієнтів похилого віку.

## Історія
Хлорпротиксен став першим синтетичним тіоксантеновим нейролептиком. Він був вперше представлений на ринку у 1959 році данською міжнародною фармацевтичною компанією Lundbeck.
Повідомляється, що лометралін, таметралін і сертралін були отримані шляхом структурної модифікації хлорпротиксену. 

## Суспільство і культура

### Торгові марки
Хлорпротиксен продається в основному під торговою назвою Труксал.

### Доступність
Хлорпротиксен широко доступний по всій Європі та в інших країнах світу. Раніше препарат був доступний у Сполучених Штатах під торговою назвою Taractan, але цю форму випуску з часом перестали виробляти, і цей препарат більше не доступний у продажу.